# StreamFab
StreamFab（ストリームファブ）は中国のソフトウェア会社DVDFab Software（旧FengtaoSoftware）によって開発された、ストリーミング動画配信サービスで配信される動画をダウンロードするソフトウェアである。

## 概要
YouTubeやAmazonプライムビデオなどの国際的サービス、U-NEXTやParaviなどの国内向けサービス、北米・ドイツのサービスなど、30以上のストリーミングサービスと1,000以上の無料動画配信サービスに対応。製品版は無料試用ができ、最大3つの動画をダウンロード可能。ほとんどのソフトでWindows / Mac版が販売されているが、一部Windows版のみのものもある。ダウンロードに伴い字幕言語の選択機能や一括操作機能なども搭載されている。

## 日本国内における著作権改正
平成24年、著作権法一部改正案の審議の過程において「違法ダウン ロードの刑事罰化」を内容とする修正案が提出され、6月に可決されている。これに伴い、私的使用の目的であっても、著作権を侵害する自動公衆送信を受信して行うデジタル方式の録音・録画を、自らその事実を知りながら行って著作権または著作隣接権を侵害した者は、2年以下の懲役もしくは200万円以下の罰金、またはそれらを併科することになる。（有償著作物などの場合）ただしこの刑事罰の規定は親告罪とされており、権利者からの告訴がなければ公訴を提起できない。